# Pratur
Pratur (Bos primigenius) je vyhynulý zástupce rodu Bos. Potomky pratura jsou domestikované druhy tur domácí (Bos taurus) a zebu (Bos indicus).

## Externí odkazy

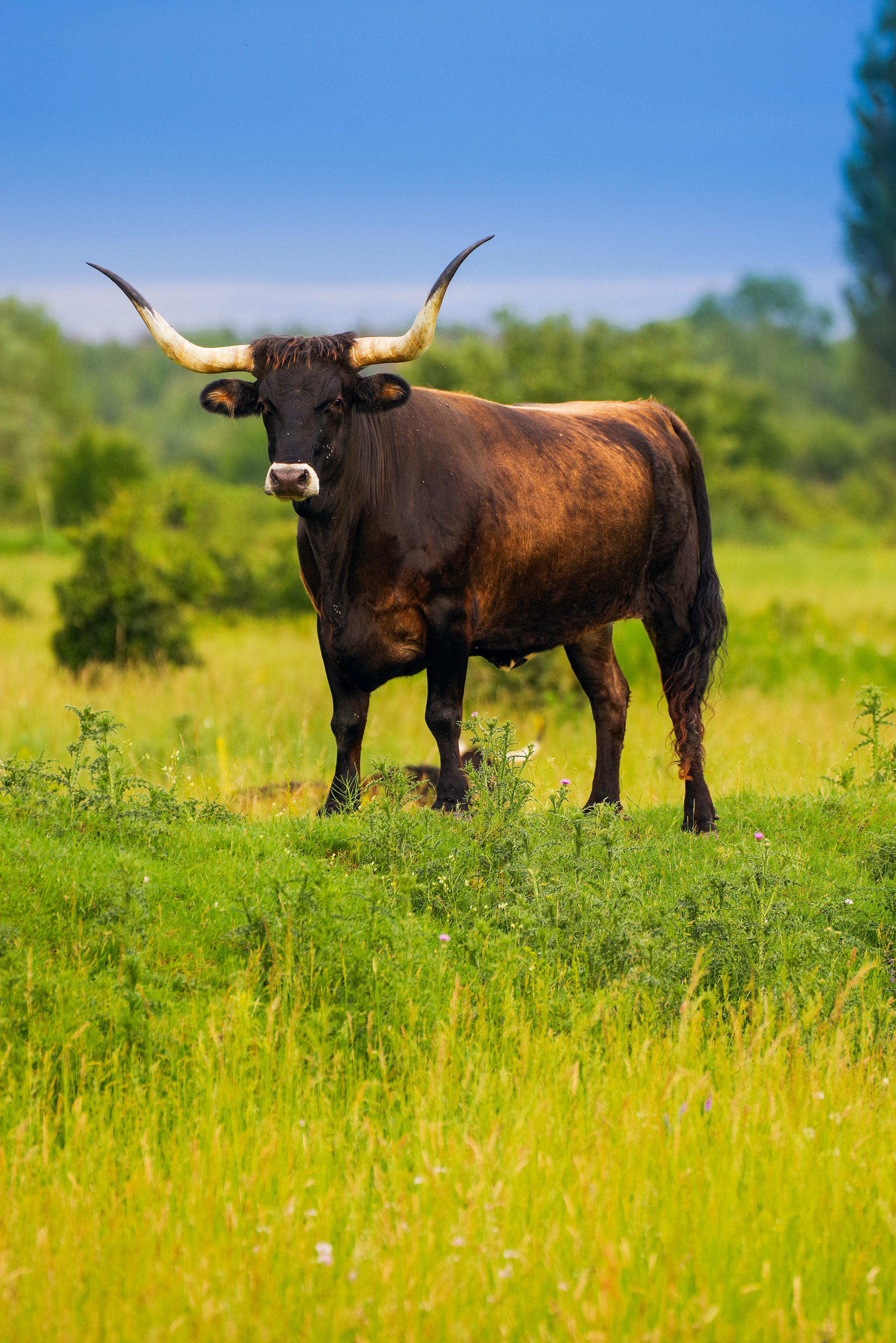
Dospělá kráva pratura v Přírodní rezervaci velkých kopytníků Milovice, léto 2020.

## Popis
Jednalo se o mohutné zvíře dosahující kohoutkové výšky ke 2 metrům a hmotnosti 800 až 1000 kg. Býci měli krátkou černou srst s šedivým či nažloutlým pruhem přes celý hřbet, krávy hnědočervenou.

## Rozšíření

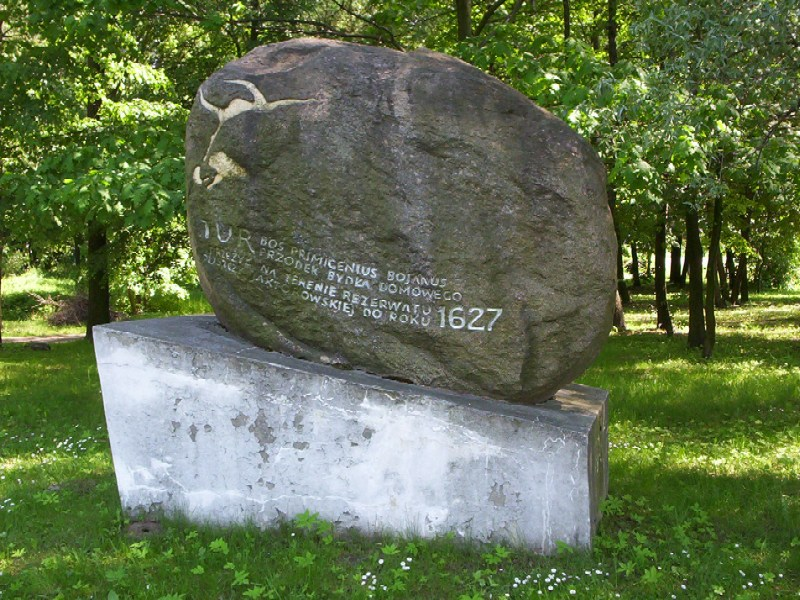
Tento pomník v Jaktorově připomíná, že zde byl uloven poslední pratur na této planetě

Původně byl rozšířen na většině území Evropy a středního Východu. Již od paleolitu byl oblíbenou lovnou zvěří člověka. V pátém století př. n. l. vymřel v jižním Řecku a v 1. století př. n. l. vymizel v jižní části Balkánského poloostrova. V Čechách zmizel na rozhraní raného a vrcholného středověku a od 13. století přežíval již jen v Polsku, na Litvě, v Moldavsku, Sedmihradsku a Prusku. Nejdéle přežil v Polsku, kde byl odedávna pod ochranou králů. Poslední kus zde uhynul roku 1627 v rezervaci u městečka Jaktorova, asi 50 km jihozápadně od Varšavy. Příčinou vymření pratura byl lov ze strany lidí.

## Návrat pratura

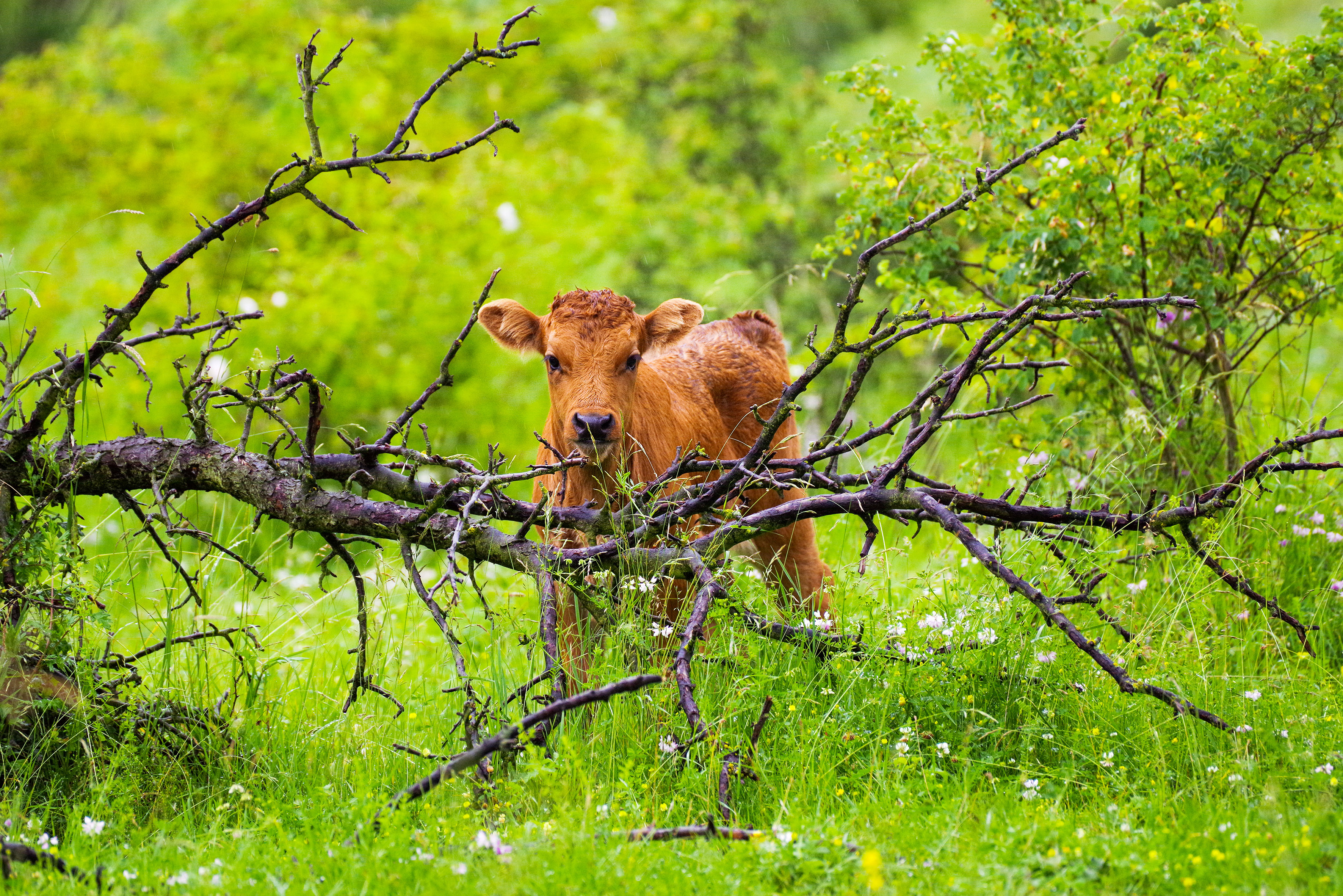
Několik týdnů staré tele pratura v Přírodní rezervaci velkých kopytníků Milovice

Koncem 20. let 20. století se němečtí zoologové, bratři Lutz a Heinz Heckové, členové NSDAP a přátelé Hermanna Göringa, pokusili pratura zpětně vyšlechtit z několika primitivních plemen domácího skotu. Výsledkem tohoto experimentu je od roku 1932 tzv. Heckův skot neboli zpětně vyšlechtěný pratur, který je chován i v České republice v zooparku Chomutov a v oboře u obce Křišťanov na Prachaticku. Heckův skot má sice zbarvení blízké původnímu praturovi, je však o něco drobnější, má zřetelně kratší nohy, slabší a méně prohnuté rohy. Ani jeho chování není podobné praturovi.

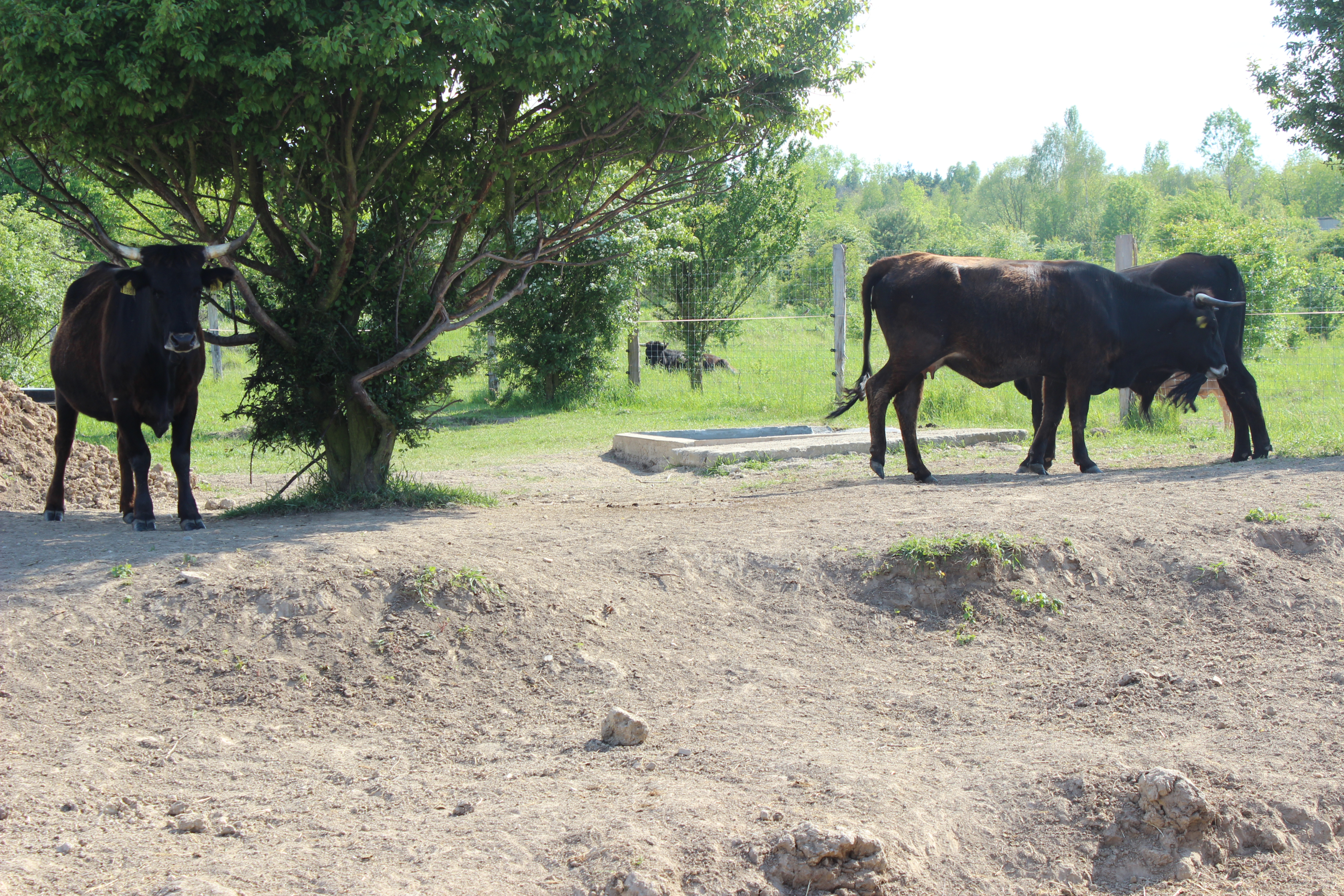
Tauros krávy v přírodní rezervaci Milovice

Od roku 2008 se zpětného šlechtění ujala nizozemská organizace Tauros foundation. Pracovala s přibližně 30 plemeny skotu z celé Evropy, do projektu jich zařadila 6. Organizace předpokládá, že přibližně v roce 2025 by měla být vyšlechtěna zvířata, která jsou jak vzhledem, tak i chováním stejná jako původní pratur. Výzkum bude do této doby probíhat v ohrazených prostorách, po dosažení cíle ve šlechtění by měla být zvířata uznána jako volně žijící a následně by měla být vypouštěna do volné přírody.
Podle nových prací se zdá, že geny původního divokého pratura má také zubr evropský. Bylo zjištěno, že zubr evropský je mezidruhovým křížencem, jehož předci jsou oba dnes již vyhynulí. Z matčiny strany je to pratur (Bos primigenius), otcem byl Bison priscus nebo Bison schoetensacki.
V říjnu roku 2015 bylo malé stádo zpětně šlechtěného pratura vypuštěno do nestátní přírodní rezervace Milovice v bývalém vojenském prostoru Milovice – Mladá.